# Ariana (Tunísia)
Ariana (àrab: أريانة, Aryāna) és una ciutat de Tunísia, capital de la governació d'Ariana i de la delegació del mateix nom (Ariana Ville o Ariana Médine). El 2014 tenia 114.486 habitants. L'aglomeració té uns 160.000 mil habitants. Està a cinc quilòmetres al nord de la ciutat de Tunis.

## Etimologia
El seu nom derivaria del llatí ariani (‘aris'). La llegenda diu que Ariana era el nom de la filla d'un general romà que va tenir una mansió a la zona.
A la vora, s'hi troba el parc d'Abou Fihr, del qual van gaudir els prínceps hàfsides.

## Història
La ciutat fou fundada pels zírides. Al segle xiii, l'emir hàfsida Abu-Abd-Al·lah Muhàmmad al-Mústansir la va convertir en residència de l'aristocràcia andalusina, jueva i musulmana, refugiada a Ifríqiya. Hi va viure Sidi Mahrez, patró de Tunísia.
Va restar com un petit poble agrícola amb molts habitants d'arrels andalusines fins que es constituí en municipi l'1 de juliol del 1908. Vers 1936, tenia una gran comunitat jueva, uns 2.619 d'una població total de 5.530.

## Urbanisme
El gran creixement dels darrers 40 anys ha modificat totalment la ciutat i només resten del seu passat alguns palaus (Palau Ben Ayed, seu de la municipalitat des del 1983, Palau Zaouche i Palau Baccouche, Centre Nacional de Dansa; els palaus Caïd Essebsi i Mestiri ja han estat enderrocats i el Palau Zaouche corre perill).

## Economia
La producció de flors a la ciutat, el producte tradicional, és important. Al jardí de la rosa al parc Bir Belhassen, hi ha uns 16.000 rosers, la majoria de la varietat «rosa de l'Ariana» introduïda el 1637 per andalusins. Cada any, a l'abril o maig, s'hi celebra el Festival de les Roses.

## Administració
És capital de la governació homònima, creada el 1986 per segregació de la governació de Tunis. El codi geogràfic de la governació és 12 (ISO 3166-2:TN-12).
També és el centre de la delegació o mutamadiyya d'Ariana Ville (codi geogràfic 12 51), dividida en nou sectors o imades:
- Nouvelle Ariana (12 51 51)
- Ariana Supérieur (12 51 52)
- Ariana Ville (12 51 53)
- El Menzah V (12 51 54)
- El Menzah VI (12 51 55)
- Etâamir (12 51 56)
- El Yasmina (12 51 57)
- Ennasr 1 (12 51 58)
- Ennasr 2 (12 51 59)

Al mateix temps, forma una municipalitat o baladiyya (codi geogràfic 12 11), dividida en quatre circumscripcions o dàïres:
- Ariana Medina (12 11 11)
- Manazeh (12 11 12)
- Ariana Supérieur (12 11 13)
- Riadh Ennasr (12 11 14)

## Agermanaments
Està agermanada amb Salé (Marroc) i amb Grasses (França) i té un conveni de cooperació amb la ciutat d'Ariana a l'Alvèrnia.